# Lovikkavante

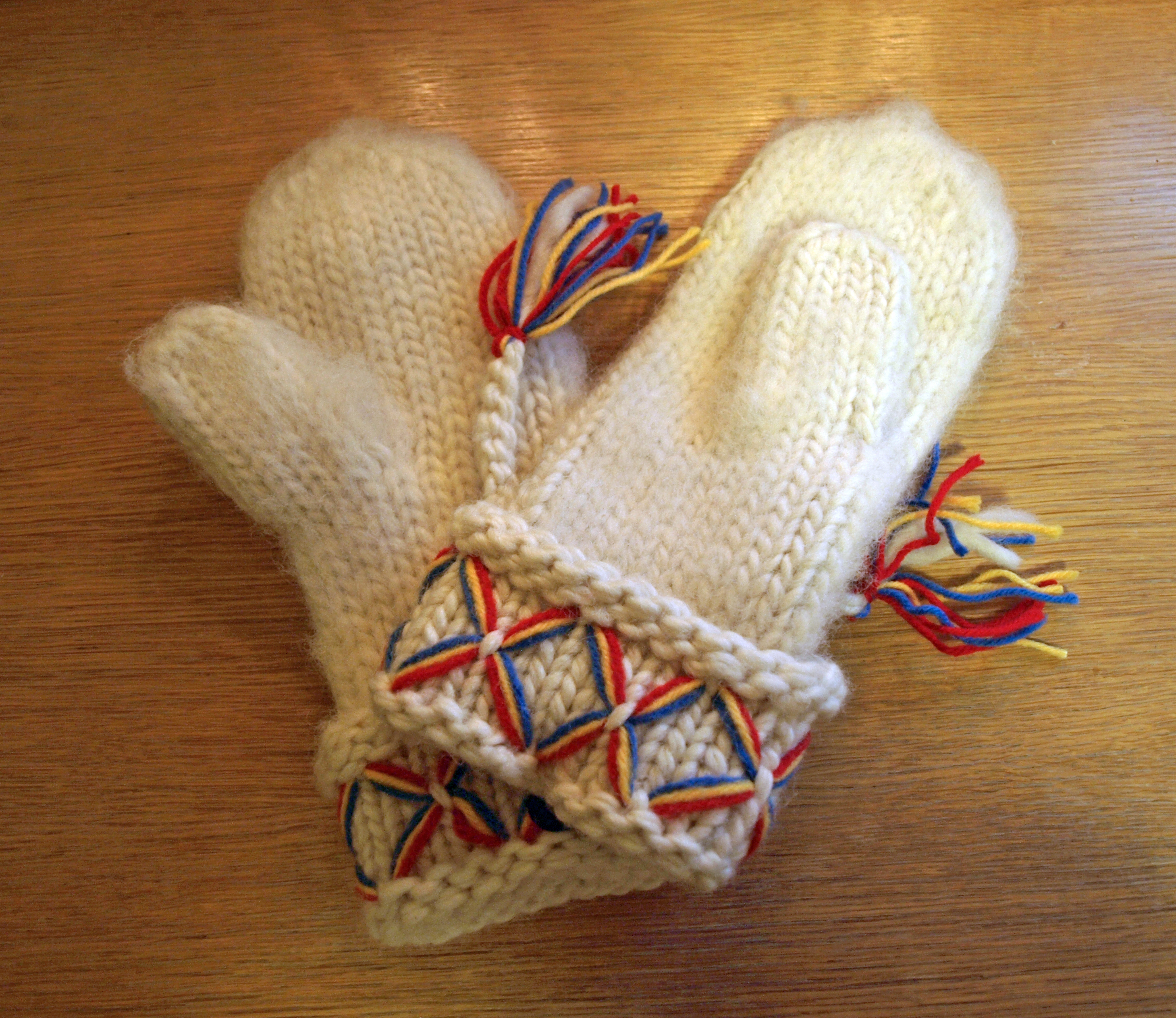
Ett par lovikkavantar.

Lovikkavante är en typ av stickad tumvante i ull som skapades år 1892 av Erika Aittamaa i byn Lovikka.
Lovikkavanten stickas av hoptvinnat förgarn som sedan tvättas och ruggas med en ullkarda. Lovikkavanten har en dubbel krage och de flesta även en mönsterbård vid handleden ofta med olikfärgade kryss och en flätad snodd med tofs. Kragningen, bården och tofsen är dekorativa men kommer ur funktioner som möjlighet att vika ner kragen för att göra vanten längre. Bården kan fungera som en mudd som snörper ihop vantarna så att det inte kommer in snö i dem och tofsen för att knyta ihop vantarna och lättare hänga upp dem vid torkning.

## Historia
Erika Aittamaas man arbetade i skogen och familjen var fattig med många barn. För att tjäna pengar brukade Erika Aittamaa sticka för försäljning. En gång då hon skulle sticka ett par extra tjocka vantar 1892 gjorde hon ett misstag; vantarna blev så tjocka och stela att beställaren inte ville ha dem. Erika tvättade och borstade vantarna med en ullkarda så att de blev skönare, och lovikkavanten blev till.
Efterfrågan på Erikas vantar blev så stor att hon fick lära ut hur de gjordes till andra som ville lära sig och att sticka lovikkavantarna fick en stor betydelse som inkomstkälla för kvinnor i Tornedalen, speciellt under 1930-talet.
Hon avled vid 86 års ålder 1952. 1961 registrerades lovikkavantar som varumärke. År 1994–2007 förekom maskinell vantproduktion på orten av Lovikkavanten AB.